# Téster de violencia
Téster de violencia es el octavo álbum de estudio del músico argentino Luis Alberto Spinetta como solista y 21.º en el que tiene participación decisiva, editado en el año 1988 por el sello discográfico Del Cielito Records. Fue considerado por el propio Spinetta como un álbum conceptual con eje en el tema de la violencia, comparado por su coherencia interna con el álbum Durazno sangrando. Fue presentado los días 25, 26 y 27 de noviembre en el Teatro Broadway de Buenos Aires.
El álbum tuvo una venta masiva y fue votado como el mejor del año por la Encuesta Anual del Suplemento Sí del diario Clarín, en tanto que la canción «El mono tremendo» fue considerada como la mejor de 1988. Las canciones "La bengala perdida" y "Al ver verás" fueron incluidas por Spinetta en su concierto Spinetta y las Bandas Eternas en el año 2009, con Mono Fontana como invitado especial en ambas.
La versión original en LP de vinilo contiene diez canciones. La versión en CD agregó al final una canción adicional, "Parlante".
Los intérpretes son Spinetta (guitarra, voz y programación), Carlos Alberto Rufino (bajo), Juan Carlos  Fontana (teclados), Guillermo Arrom (primera guitarra) y Jota Morelli (batería).
El disco está dedicado "a Julia, mi madre".

## Contexto
Spinetta venía de realizar Lalalá (su álbum doble junto a Fito Páez) y de sufrir que durante los recitales de presentación del álbum fueran asesinadas las madres de Fito Páez. Semejante situación impactó sobre la obra de ambos: mientras Fito Páez compuso y editó el álbum Ciudad de pobres corazones (1987), Spinetta por su parte expresó su dolor en Téster de violencia.
El contexto histórico de Argentina influía también en el estado emocional de Spinetta. A fines de 1983 la sociedad argentina había reconquistado la democracia y había enjuiciado y condenado a las juntas militares (1985) que cometieron crímenes de lesa humanidad durante la última dictadura. Pero en 1986 ese clima comenzó a enturbiarse cuando el Congreso sancionó la primera de las llamadas leyes de impunidad, seguida en enero de 1988 de la primera de las sublevaciones militares de carapintadas liderada por Aldo Rico. Precisamente, en marzo Spinetta realizó un recital en el Chateau Carreras de Córdoba, donde expresó frontalmente su rechazo a los levantamientos, cambiando la letra de "No seas fanática", para cantar "No seas milico, no seas Rico".

## El álbum
Spinetta tenía pensado lanzar el álbum en 1987, pero una sucesión de accidentes y dificultades personales lo postergó, hasta que empezó a ser grabado en abril de 1988. La demora le permitió organizar mejor el material y sobre todo conceptualizarlo:

- Desde Durazno sangrando que no puedo conceptualizar varios temas y ponerlos todos al servicio de una misma temática, si bien cada álbum pareciera tener su unidad interna.
-¿Y cuál sería la unidad de Téster? 
- Reflejar el sentido de qué somos. Nuestro mismo organismo, nuestro cuerpo, es nuestra única forma de delirar o de poner los pies en la tierra.
Luis Alberto Spinetta entrevistado por Gloria Guerrero, 1988

El álbum fue considerado "Disco del Año" por la Encuesta Anual del Suplemento Sí del diario Clarín en 1988.

### Título
Spinetta explicó en varias ocasiones el significado del título. La expresión le surgió muy relacionada con Fito Páez, entre 1986 y 1987, luego de que "las madres" de Páez fueran brutalmente asesinadas en su casa en Rosario, hecho del que Spinetta se sintió kármicamente responsable por la violencia que contenían las canciones del álbum Lalalá (1986) que habían hecho en conjunto. 

Se va a llamar Téster de violencia, el título surgió de mi amistad con Fito. Llegué a la conclusión de que, en mayor o en menor medida, todos somos un téster de violencia. Somos el territorio sobre el cual se pone en manifiesto la violencia y a la vez somos el medidor de esa violencia.
Luis Alberto Spinetta

Luis Alberto ejemplificaba su comportamiento como tester de la violencia que lo circundaba, mencionando un episodio en el Festival de La Falda en el que los músicos eran violentamente agredidos con botellas u objetos contundentes:

Estaba en el Festival de La Falda en un clima de mucha violencia. La gente estaba separada del escenario por una reja. Nunca vi una cosa igual. Eran leones y romanos. En medio de eso Fito Páez salió a tocar y le dije: "Loco, vos sos un tester de violencia", y él me contestó: "Sí, todos lo somos".
Luis Alberto Spinetta

Guillermo Arrom cuenta un episodio similar también sucedido en el recital de La Falda dos años antes, en el que Spinetta salió al escenario entre los proyectiles hasta lograr que el público dejara dejara de tirar cosas.

Lo vi en La Falda 84. Con un grupo de Alejandro de Raco, hacíamos un estudio comparativo entre la música del altiplano y la música hindú. Usaba cítara, charango de dos mangos, tabla. Ahí nos reventaron a piedrazos, me abrieron una ceja. Quebracho, el stage mánager más grosso que tenemos,  me sacó del escenario y el Flaco, que estaba ahí, subió y se puso a aplaudirlo a Alejandro de Racco, que estaba esquivando las botellas. Entonces el público se dio vuelta y de los botellazos pasaron a flores. O sea, cambió toda la película. Siempre tuvo esas actitudes increíbles.
Guillermo Arrom

Al titular como Téster de violencia al álbum, Spinetta pretendió ir más allá del abordaje puramente moral del tema de la violencia, para expresar cómo esa violencia se hacía presente en los cuerpos de las personas y cómo él mismo sentía que la violencia social lo atravesaba y lo convertía en un instrumento que permitía hacer visible esa violencia. En sus conversaciones con Juan Carlos Diez registradas en Martropía, Spinetta se explaya sobre este concepto y extiende la noción de "violencia" a los hechos existenciales mismos de nacer, vivir y morir. Spinetta propone posponer "la idea de que cuerpo y alma son separables" y desarrolla una visión del cuerpo como un recipìente "por donde transitoriamente pasan líquidos; de perder ese líquido se muere". En ese transcurrir, para Spinetta, las personas responden como "un enorme tester vibracional":

La emisión de la vibración se comunica con la energía que la lee... Si la aguja queda quieta no hay signos: indiferencia. Si la aguja se mueve hay algún síntoma: violencia. ¡Es tan violento el mundo! Nacer y vivir es tan violento que pareciera que no hay ningún objetivo más que el continuo muestreo de esa desviación.
Luis Alberto Spinetta, Martropía, 121

Al recurrir a la figura del tester Spinetta busca poner el acento en la necesidad de verse a sí mismo, cuando se trata de la violencia:

Esa tecnología que es el hombre, no sólo a través de las paradojas morales que podríamos tener, como quererse matar con bombas, es el único instrumento que se mide a sí mismo y es el aparato que se mide a sí mismo. Él es el dato, y a la vez, la organización de los datos. Él es el tester y el dato del tester.
Luis Alberto Spinetta

En Martropía Spinetta completa su visión del ser humano como téster de violencia, vinculándolo a la vida y a la muerte:

La visión de que somos un tester que se recrea a sí mismo permanentemente. Tester que es a la vez víctima, porque es lo que se tensiona. Es el aparato que hemos creado para medir la muerte y el dolor... Un capullo que quiere vivir.
Luis Alberto Spinetta, Martropía

### Contenido
Téster de violencia es un álbum conceptual sobre la violencia, pero tratada de un modo que fuera más allá de la denuncia moral y del relato exterior. En un reportaje a la revista Humor Spinetta decía que con el disco intentaba "revertir la palabra a un campo que no sea el de lo horrible. La violencia no es sólo las atrocidades".
Para referirse a esta visión, en Martropía habla de "la conciencia cobayo". Influido por sus lecturas de Deleuze, y muy especialmente en el capítulo "El cuerpo de los condenados" del libro Vigilar y castigar de Foucault, Spinetta enfoca el álbum sobre el cuerpo mismo de las personas: "nosotros somos lo que se mueve en los acontecimientos...; no sufrimos los teléfonos, sufrimos los cuerpos". Eduardo Berti reflexiona sobre el cambio que este enfoque significa frente a la obra anterior de Spinetta:

La temática del cuerpo, eje central de Téster de violencia, resulta novedosa para alguien como Spinetta, que durante mucho tiempo le cantó al alma, e incluso bautizó a uno de sus mejores discos como Alma de diamante. Este cambio fue simétrico, además, al hecho de que el Flaco pasó de leer con devoción las obras de Antonin Artaud (para quien el cuerpo es la cárcel del alma) a los textos de Foucault (para quien el alma es la cárcel del cuerpo).
Eduardo Berti, Spineta: crónica e iluminaciones

El descubrimiento del cuerpo llevó a Spinetta a escribir varios ensayos sobre el cuerpo utilizados en sus canciones, que permanecen inéditos, pero que Berti transcribe fragmentariamente en Crónica e iluminaciones. En estos ensayos Spinetta concibe al "cuerpo vivo" como "flora que se desliza en sí misma", lo relaciona con la nada ("el cuerpo es la huella misma con la que la nada marca su dominio") y lo define como un sistema "cerrado y abierto a la vez", que establece relaciones de "confinidad" mediante regímenes de admisión: "cuerpo es admisión".
La violencia que sentía Spinetta entonces, se relacionaba también con el contexto histórico del país, en especial con las leyes de impunidad que el gobierno de Raúl Alfonsín sancionó en 1986 y 1987, y los levantamientos militares carapintadas, que habían empezado a sucederse desde enero de 1988. En una entrevista para la revista El Porteño de enero de 1989, Spinetta reivindicaba la militancia "sin armas ni violencia", pero al mismo tiempo decía que si hubiera un golpe militar de tipo fundamentalista había que "luchar hasta morir" en defensa "de un país democrático, un estado de derecho y la vigencia de los derechos humanos".
En varias conversaciones Spinetta contó que había agrupado las canciones del álbum en dos grandes grupos temáticos: "caídas al cuerpo" y "evaporaciones". En el grupo de "caídas al cuerpo" incluyó "Tres llaves" y "La bengala perdida", mientras que en el grupo "evaporaciones" incluyó "Lejísimo", "Organismo en el aire", "El mono tremendo", "La luz de la manzana" y "Siempre en la pared".
El crítico musical Zappa, en el Suplemento Ni a Palos del diario Tiempo Argentino sostuvo que "los 80 empiezan con Kamikaze y terminan con Tester de violencia. 82/88: de la guerra que fue a la guerra que venía, del deseo a la decepción":

“Afuera hace un viento, un viento secuenser, come las almas, come sin motivo” canta el Flaco en “La luz de la manzana”, centro conceptual del disco. 1988. Todo el 89, y el 90 y su plural, ya están en esa frase de un álbum maravilloso y decepcionado. Es el canto de cisne de la modernidad primaveral. Luis, que siempre fue moderno, conectaba con la derrota que venía.

En el álbum desempeña un papel especialmente importante el Mono Fontana, creador de todos los arreglos de teclados.

### Tapa
La tapa del disco es un collage de cuerpos, que en su cara frontal tiene superpuesta en el medio una fotografía en rojo de la cabeza de Spinetta. La idea general fue de Luis Alberto. El collage es obra de Gustavo Spinetta -hermano de Luis Alberto- y la fotografía es de Dylan Martí.
El collage está realizado con figuras en blanco y negro recortadas de libros y revistas, algunas de ellas seleccionadas por el propio Luis Alberto. Entre las imágenes está la Masacre de Ezeiza, boxeadores peleando, un hombre quemándose como bonzo, otro hombre atragantándose con comida, una mujer y un hombre teniendo sexo, un preso asomándose entre las rejas de la cárcel, el gato Silvestre, piernas de mujer en tacos altos, una radiografía de mano, policías, niños gritando, personajes de historietas, un hombre bostezando, soldados en un helicóptero, el monstruo de Frankenstein, niños hambrientos, manos, pies, nalgas, una pelvis.
El centro de atención de la tapa es la foto en rojo de la cabeza de Spinetta, asomando de las sombras y sumergida en el collage de cuerpos en blanco y negro. El color rojo, la cabeza sin el resto cuerpo y el gesto de la cara, transmiten una imagen sangrienta y mortal, sugiriendo la imagen de un sacrificio, con obvias similitudes con la imaginería cristiana.
Gustavo Spinetta ha mencionado la influencia del dadaísmo y el surrealismo en sus dibujos, vinculados a la locura y a los "estados visionarios", así como la influencia de Foucault sobre su hermano, a la hora de crear el diseño general de la tapa:

Él estaba con toda esa cosa de los filósofos franceses –como Foucault-, en donde aparecen los extremos del ser humano, de un lado y del otro. Desde el extremo de llevar la experiencia humana a lo más aberrante hasta el otro extremo, en donde está el que se dice más justo, el que aplica la ley y que, en realidad, está siendo tan bestia como el primero. La idea era un poco eso: mostrar toda esa violencia implícita que tenemos en nuestra vida cotidiana.
Gustavo Spinetta

Concordantemente Spinetta, al hablar sobre Téster de violencia, ha utilizado imágenes que se corresponden con las que componen la tapa:

La profunda inocencia que hay en el fondo de toda gran represión… Son manojos de carne que andan ahí… Ninguno logra más que ser una cruz… ¿No?
Luis Alberto Spinetta, 1988

### Temas

Manuscrito de Luis Alberto Spinetta de la letra de "La bengala perdida", punto culminante del álbum

El LP original de Téster de violencia salió con diez temas, cinco de cada lado. Tres años después, en 1991, salió el CD incluyendo un tema adicional, Parlante. Todos los temas son canciones, sin incluir ningún instrumental y el único cuya autoría no es de Spinetta es "El mono tremendo", acreditado a Pechugo, nombre de la banda de niños integrada por los hijos de Spinetta y Eduardo "Dylan" Martí.
El primer tema del álbum es «Lejísimo», un tema rápido que aborda la cuestión del sentido de la vida ("violenta ecuación de vivir sin un por qué") y que se concentra en la frase desesperanzada del estribillo: "¡cielo blanco enorme lejísimo!".
El segundo tema es «Siempre en la pared», un tema lento recurre a la pared como métáfora de la soledad y la incomunicación. Años después Spinetta retomará la metáfora en el video de "Correr frente a ti" (1999).
La tercera canción es «Al ver verás», nombre de un famoso parador en la ruta a Mar del Plata, en la que el cantante queda como suspendido en el tiempo y el espacio ("las horas ya no pasan") y toma conciencia del valor de la compañía ("entiendo que tu amor transpone todo refugio").
Sigue «La luz de la manzana» con un título que invierte el histórico espacio cultural de Buenos Aires conocido como la "manzana de las luces". Puesta como un ejemplo del estilo espinetteano por el uso de los acordes de trecenas, integra la serie de canciones que a todo lo largo de la obra de Spinetta establecen un vínculo cósmico con la Naturaleza.
El Lado 1 del LP lo cierra «El marcapiel», que habla de las marcas que deja el amor y el desamor en el cuerpo, tema que ya había tratado en "Credulidad" (Pescado 2).
El Lado 2 abre con «El mono tremendo» sobre la violencia abierta que genera la explotación de un trabajador que al enojarse se convierte en un monstruo vengador. Fue compuesto por su hijo Dante Spinetta cuando tenía once años y que cantan sus hijos de ese momento (Dante, Catarina y Valentino) y los hijos de Eduardo "Dylan" Martí (Emmanuel Horvilleur, Lucas Martí y Guadalupe Martí). La actuación fue el paso inicial para que dos años después se formara Illya Kuryaki and the Valderramas. El tema fue elegido como el mejor del año por la encuesta anual del Suplemento S!.
El séptimo track es «Organismo en el aire» sobre el misticismo y el deseo de tomar distancia ante las presencias que lo angustian, refiriéndose indirectamente a la convivencia con sus tres pequeños hijos.
La octava canción es «Tres llaves», un tema filosófico sobre la vida elaborado durante meses, en el que Spinetta sostiene que para abrir cualquier puerta en la vida se necesitan tres llaves: "lo que se vé, se ama o se pierde".
A continuación viene «La bengala perdida», punto culminante del álbum, que ha sido considerada la mejor canción de la década de 1980 y entre las más importantes de todo el cancionero argentino. Trata sobre el hecho real de la muerte del hincha Roberto Basile durante un partido de fútbol, desangrado por una bengala tirada desde la tribuna contraria:

Adentro queda un cuerpo,
la bengala perdida se le posó,
allí donde se dice gol.
La bengala perdida

El décimo tema es «Alcanfor». Es el último tema del álbum original del LP de  vinilo. El título es un recuerdo del alcohol de alcanfor que su madre le colocaba de niño para curar las marcas que le dejó la varicela. De hecho todo el álbum está dedicado a su madre.
Al editarse en 1991 el álbum en formato de CD Spinetta incluyó como último tema «Parlante». Los músicos pensaban que era el mejor tema de todos y debía ser el primer corte, pero precisamente por eso Spinetta lo quitó la edición original inicial, porque le parecía "muy comercial". Trata sobre el concepto de Spinetta del "sonido primordial", tomado de John Cage, de que el universo y los cuerpos son musicales.
Inicialmente Spinetta había pensado incluir en el álbum el tema "Para ser un hombre más", de Javier Martínez, que Manal interpretaba a comienzos de la década de 1970. La versión de Spinetta con su banda puede ser escuchada en el recital que realizó en los jardines de ATC en diciembre de 1988.

## Difusión
El disco fue un éxito y se consagró como Mejor Disco del Año (Encuesta Anual del Suplemento S! de Clarín. La amplia aceptación del disco sorprendió al propio Spinetta que pensaba que el álbum no iba a tener una aceptación masiva, debido a la complejidad melódica y lírica:

No sé, creo que por ahí en cierta forma yo ya no estoy dirigido a adolescentes. Estoy tratando de buscar el ritmo interior más que tratando de entrar. Porque si vamos a eso, Téster no va a entrar. No me importa, pero no me puedo contentar con un pasaje de acordes normales...
Luis Alberto Spinetta, entrevista de Gloria Guerrero antes de salir el álbum

## Cultura popular
En la serie televisiva Graduados transmitida por Telefé en 2012 -el mismo año de la muerte de Spinetta- en uno de los capítulos se reconstruye el recital que Spinetta realizó en Badía & Cia el 28 de diciembre de 1988, presentando Téster de violencia. En la secuencia los protagonistas de la serie recuerdan mediante un flashback el día que asistieron a ese recital, catorce años antes, cuando eran adolescentes y fanes del Flaco. La serie incluye las escenas históricas del recital en las que Spinetta canta "La bengala perdida" y "El marcapiel". El fragmento puede verse en Youtube.

## Lista de canciones
- Autor: Luis Alberto Spinetta, salvo los indicados.

1. Lejísimo (4:42)
2. Siempre en la pared (3:22)
3. Al ver verás (3:19)
4. La luz de la manzana (6:17)
5. El marcapiel - (Spinetta y Roberto Mouro) (4:25)
6. El mono tremendo - (Pechugo) (2:30)
7. Organismo en el aire (6:46)
8. Tres llaves (3:55)
9. La bengala perdida (6:07)
10. Alcanfor (2:53)
11. Parlante (Bonus track: edición en CD) (3:16)

## Músicos
- Luis Alberto Spinetta: Guitarras, programación y voz.
- Carlos Alberto "Machi" Rufino: Bajo.
- Juan Carlos "Mono" Fontana: Teclados.
- Guillermo Arrom: Guitarras.
- Jota Morelli: Batería.
- Pechugo (Lucas Martí, Dante, Catarina y Valentino Spinetta y Emmanuel Horvilleur): Coros y composición de "El mono tremendo".

Pechugo era una banda irónica (basada en el grupo Menudo) integrada por los hijos de Spinetta y otros dos niños. Lucas y Guadalupe, hermanos de Emmanuel, son hijos de Eduardo Martí, el fotógrafo amigo de Luis Alberto Spinetta, coautor de "Quedándote o yéndote". Debutaron en vivo como “Pechugo” en un recital de Spinetta en el Teatro Broadway (Buenos Aires), el 25 de noviembre de 1988.
Con el tiempo, Emmanuel Horvilleur y Dante Spinetta conformaron Illya Kuryaki and the Valderramas antes de emprender sus carreras solistas. Catarina se hizo actriz y fue conductora en MTV. Valentino grabó con el dúo Geo Ramma, en tanto que Lucas Martí lo hizo con A-Tirador Láser.